# Gymnoscelis insulariata
Gymnoscelis insulariata là một loài bướm đêm trong họ Geometridae.